# Гармоні (модуль МКС)

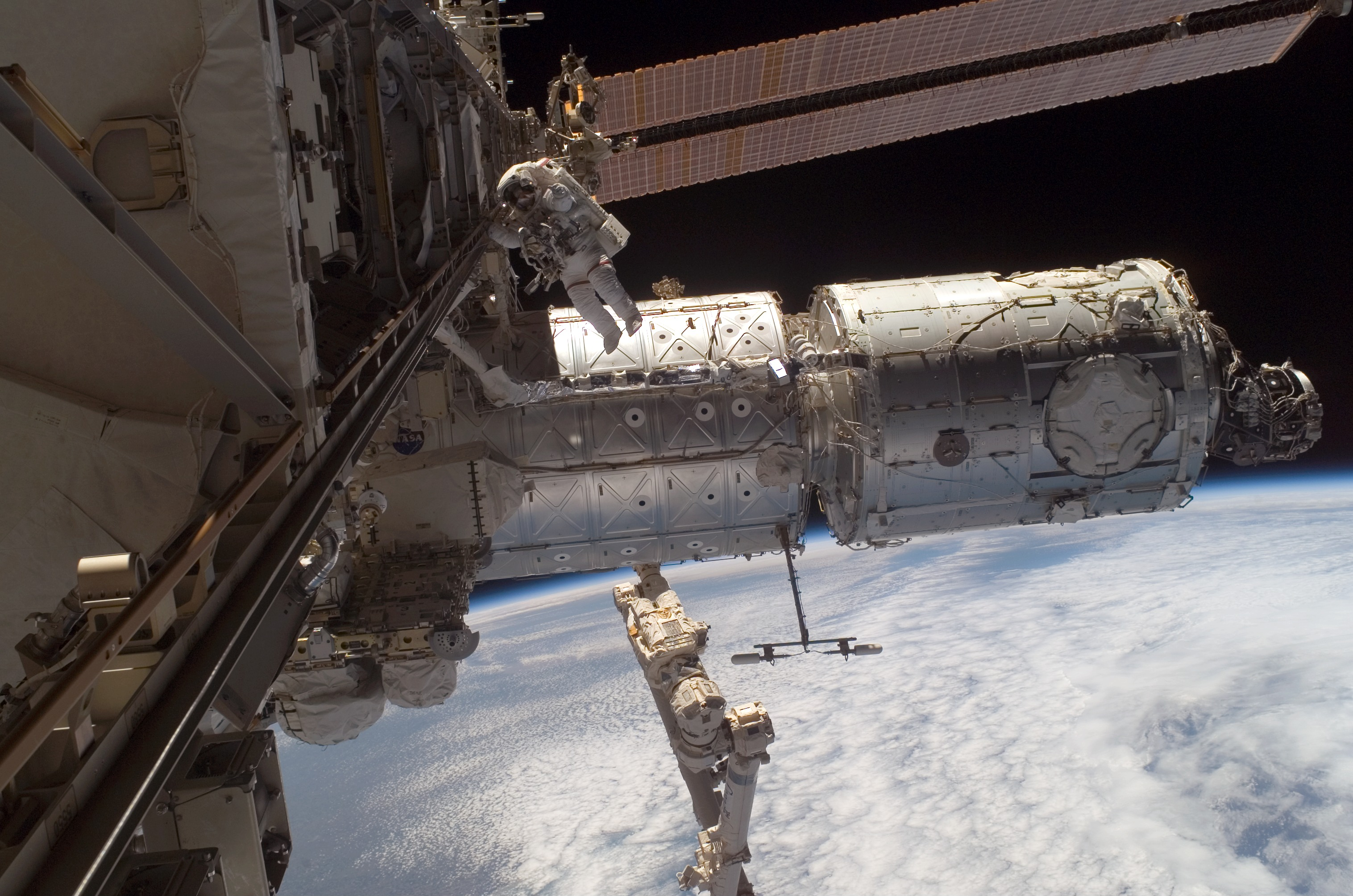
«Гармоні» (праворуч) пристикований до «Дестіні» (ліворуч). Знімок НАСА

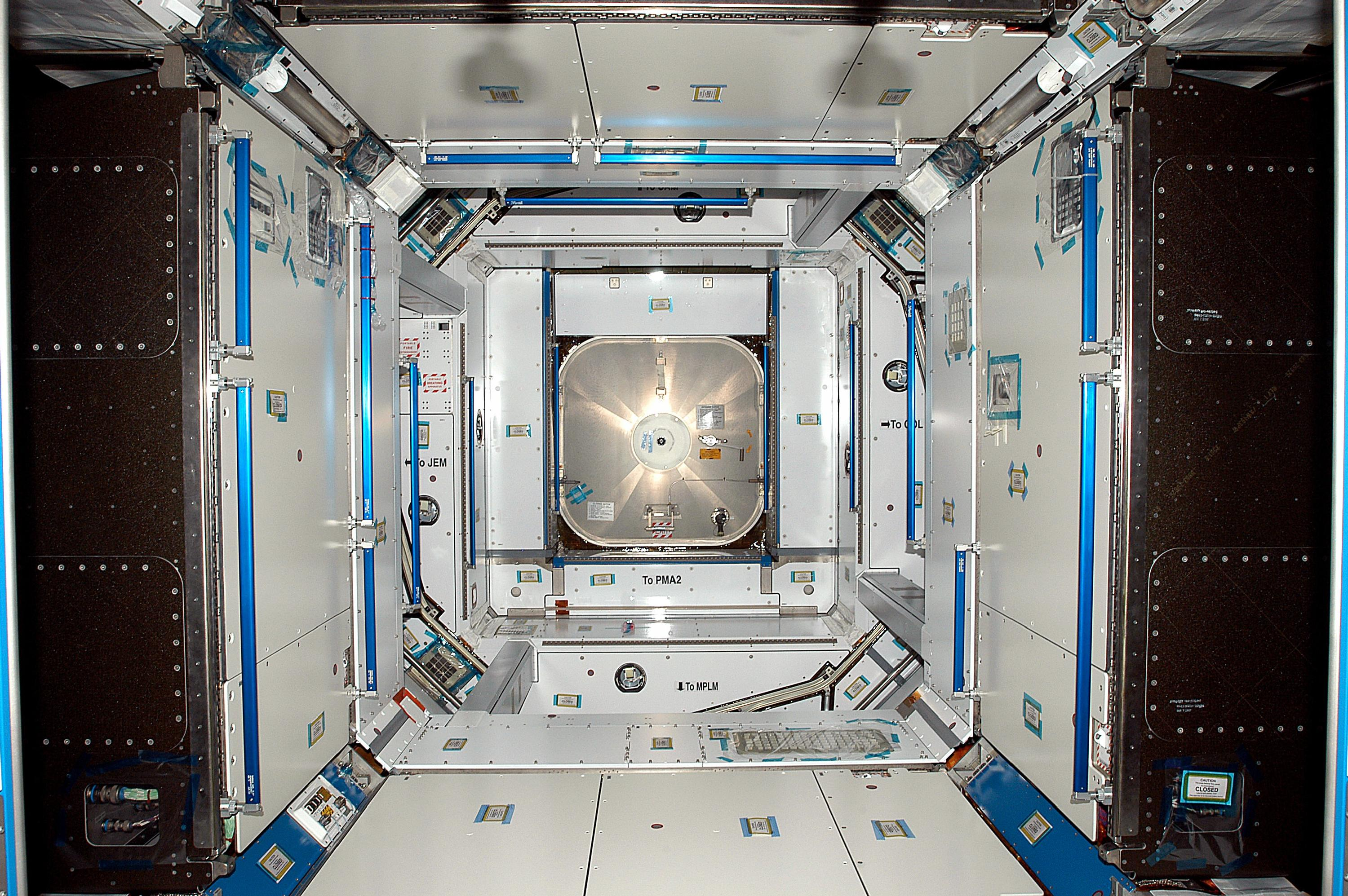
Всередині модуль «Гармонія». Знімок НАСА

«Га́рмоні» (англ. Harmony) — модуль Міжнародної космічної станції, стара назва «Нод-2» (англ. Node-2). Американський сегмент МКС.
Модуль виконує функції сполучного вузла для двох дослідницьких лабораторій: європейської «Коламбус» і японської «Кібо», а також функції стикувального вузла для вантажних транспортних модулів.
Має шість стикувальних портів «Common Berthing Mechanisms CBM». Діючи як центральний елемент, здійснює обмін даними між приєднаними до нього сегментами і забезпечує їх електроенергією за допомогою чотирьох встановлених на ньому розподільників. Крім того, обладнаний трьома спальними місцями для космонавтів.
Стартував із Землі 23 жовтня 2007 на борту шаттла «Діскавері» і тимчасово був пристикований до модулю «Юніті». 14 листопада 2007 був на постійній основі з'єднаний з модулем «Дестіні», де і перебуває в даний час.
Після останнього стикування було завершено монтаж основного американського сегмента МКС.

## Походження назви
Спочатку модуль називався «Нод-2» («Вузлова точка-2»). Після проведення НАСА конкурсу на найкращу назву, 17 березня 2007 модуль перейменували в «Гармоні». Конкурс проводився серед учнів початкових і середніх шкіл США — в 2200 навчальних закладів з 32 штатів. До умов конкурсу входило: дізнатися якомога більше про станцію, зробити її модель і, придумавши назву модуля, написати есе, в якому вимагалося пояснити, чому саме це ім'я підходить модулю.

## Будівництво
На замовлення НАСА модуль був виготовлений Італією (Італійське космічне агентство), яка має великий досвід створення герметичних модулів шаттлівської станції-лабораторії Спейслеб, модулів МКС «Колумбус», «Спокій», «Купол» і герметичних багатоцільових модулів постачання «Леонардо», «Рафаель» і «Донателло», які запускалися на шаттлах.

## Доставка на орбіту

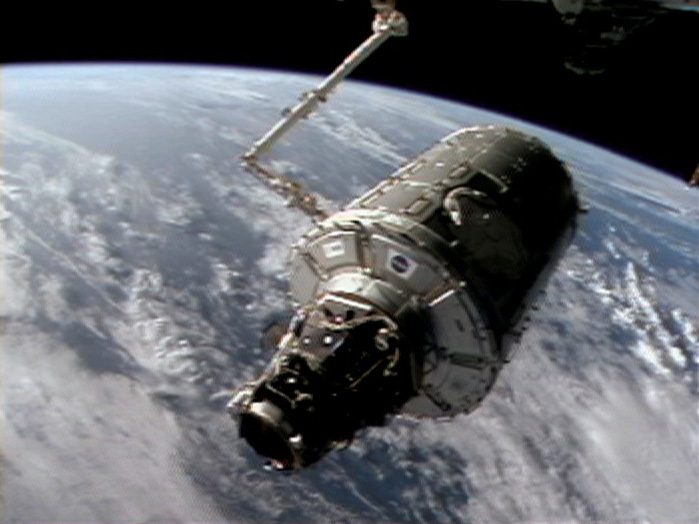
«Гармонія» в процесі переміщення на постійне місце до модулю «Дестіні»

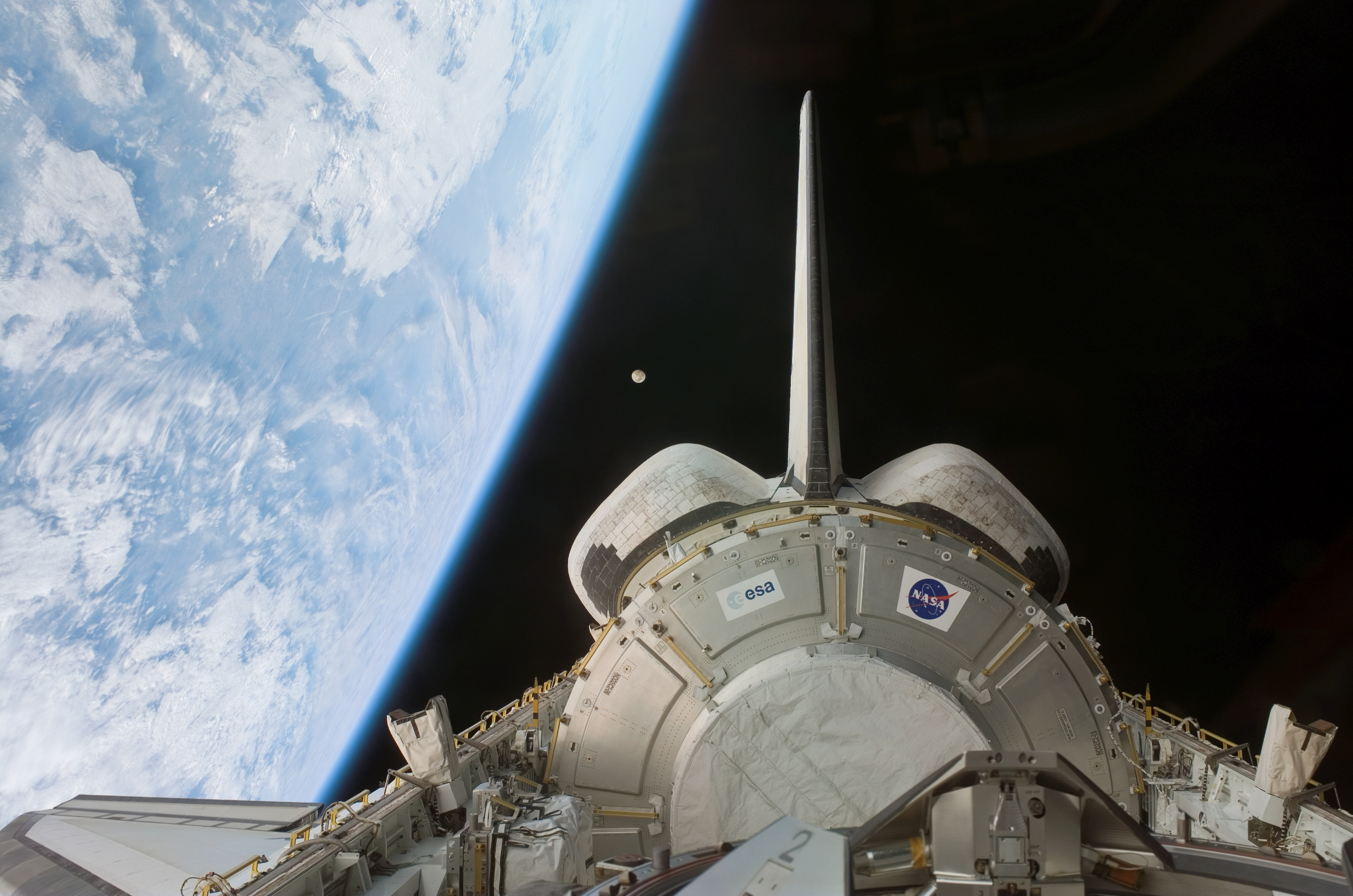
«Гармонія» перед захопленням з вантажного відсіку шатлу маніпулятором станції.

Модуль «Гармонія» стартував із Землі 23 жовтня 2007 року на борту шатл а Діскавері, у складі експедиції STS-120. Для екіпажу доставка модуля була основним польотним завданням.
26 жовтня 2007 року, робот-маніпулятор Канадарм2, витягнув «Гармонію» з вантажного відсіку шатла, тимчасово приєднавши модуль до лівого стикувального порту модуля «Юніті» і 27 жовтня 2007 екіпаж вперше увійшов всередину нового сегменту станції. Після того, як шатл відбув, «Гармонія» була переміщена і зістикована з модулем «Дестіні». Щоб виконати цю операцію, екіпажу МКС-16 знадобилося три виходи у відкритий космос. Спочатку, 12 листопада 2007 року, з лабораторії «Дестіні» на передній стикувальний вузол «Гармонії» перестикувалии «герметичний стикувальний перехідник» (англ. Pressurized Mating Adapter, PMA-2). Потім, 14 листопада 2007 року, комбінацію «Гармонія» та «PMA-2», встановили в остаточне положення на передньому стикувальному вузлі модуля «Дестіні».

## Функціонування

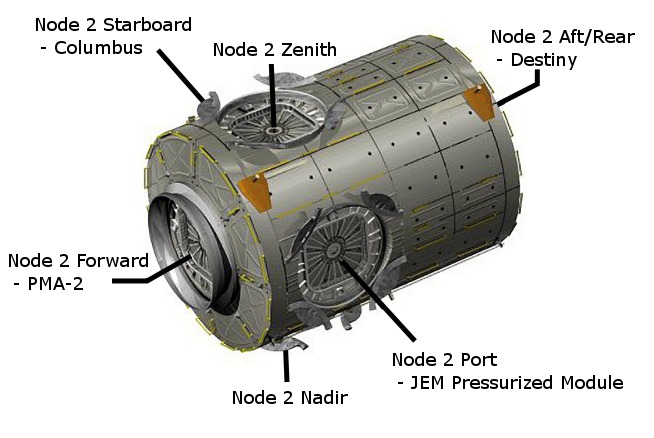
Графічне зображення стикувальних портів «Гармонії».

«Гармонія» додала 75 кубічних метрів (2666 кубічних футів) до загального житлового об'єму станції, збільшивши її майже на 20 %, від 425 м3 (15 000 кубічних футів) до 500 м3 (17666 кубічних футів). Вона стала першим з 2001 модулем, що розширив корисну площу МКС, коли до станції був приєднаний російський модуль «Пірс».
11 лютого 2008 до правого стикувального вузла «Гармонії» експедицією шаттла «Атлантіс» STS-122 була приєднана європейська наукова лабораторія «Коламбус». Навесні 2008 до неї була пристикована японська наукова лабораторія «Кібо». Верхній (зенітний) стикувальний вузол, призначався раніше для скасованого японського модуля центрифуг (CAM), тимчасово буде використовуватися для стикування з першою частиною лабораторії «Кібо» — експериментальним вантажним відсіком «ELM», який 11 березня 2008 доставила на борт експедиція STS-123 шаттла «Індевор».

## Галерея

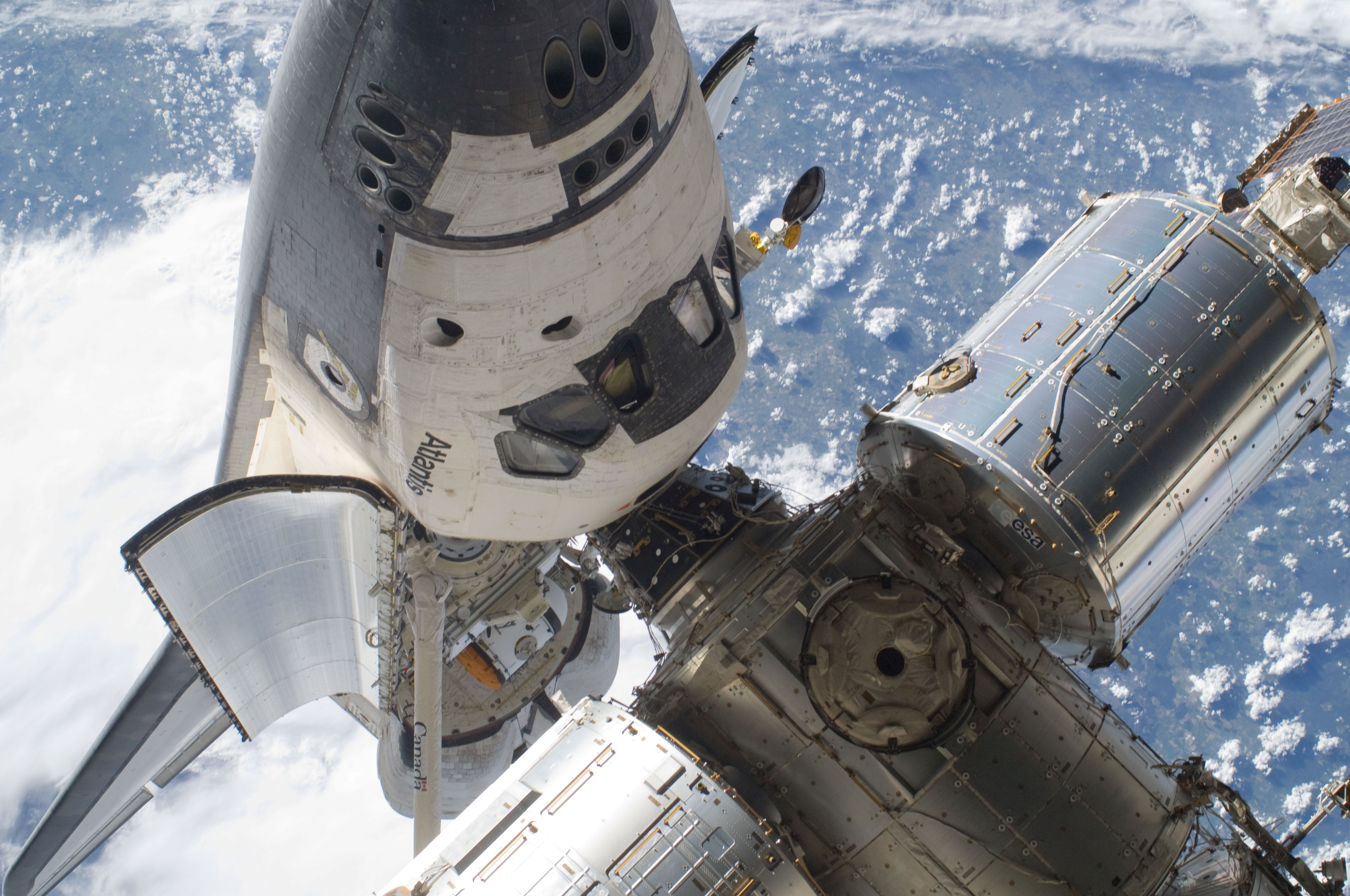
Шаттл зістикувався з «PMA-2»
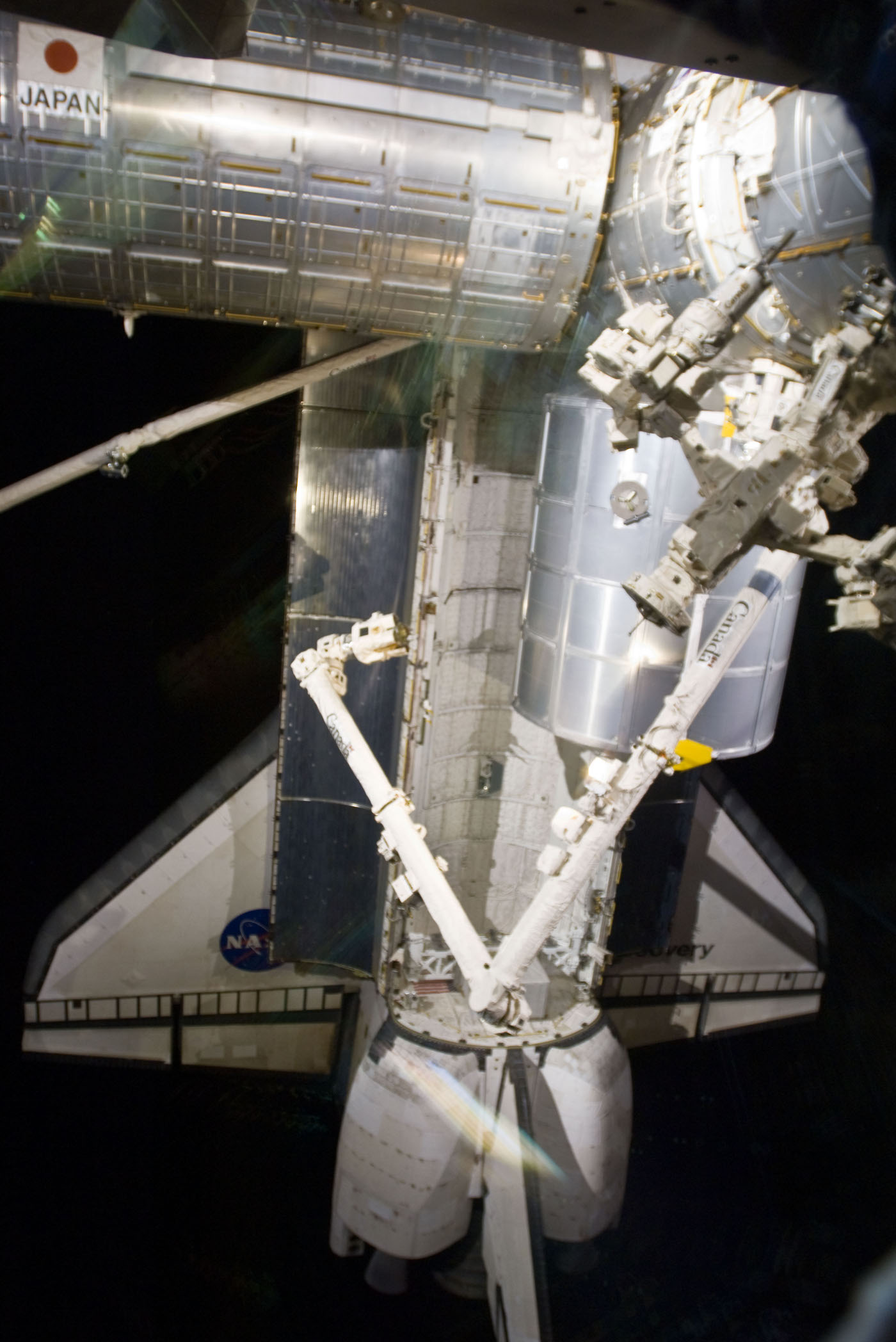
«MPLM» на вузлі 2 нижньої точки
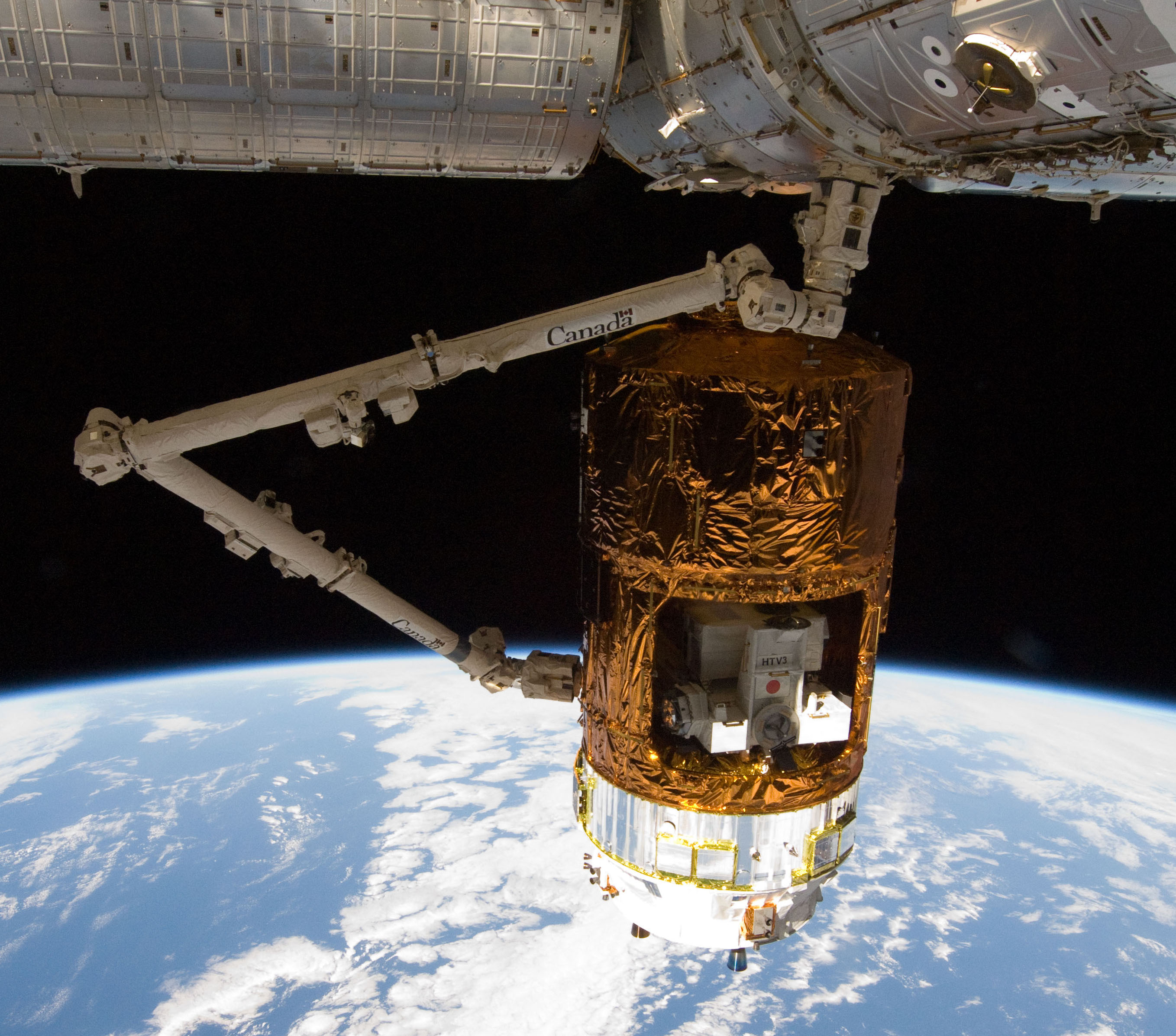
«HTV» на вузлі 2 нижньої точки
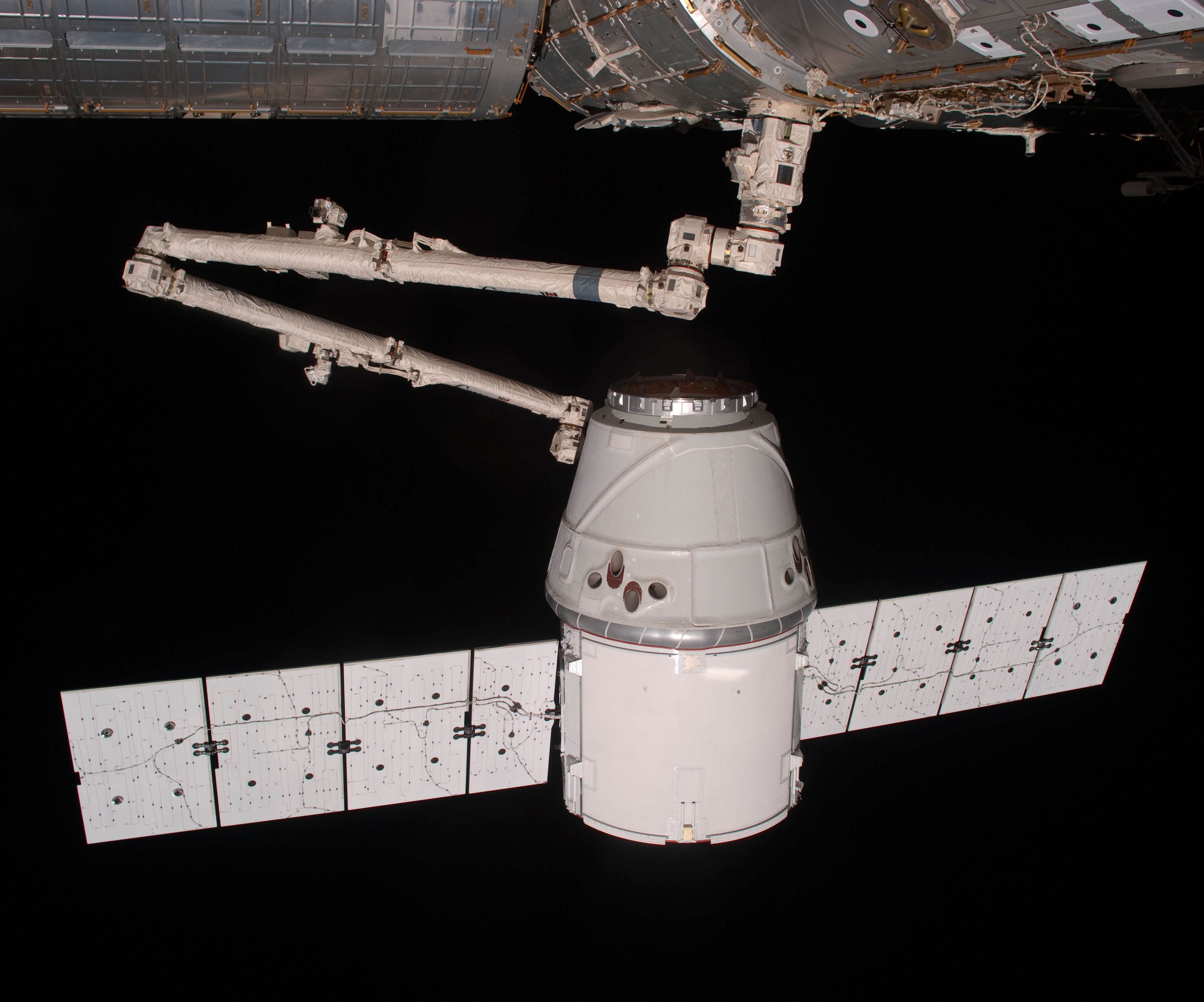
«Dragon» на вузлі 2 нижньої точки
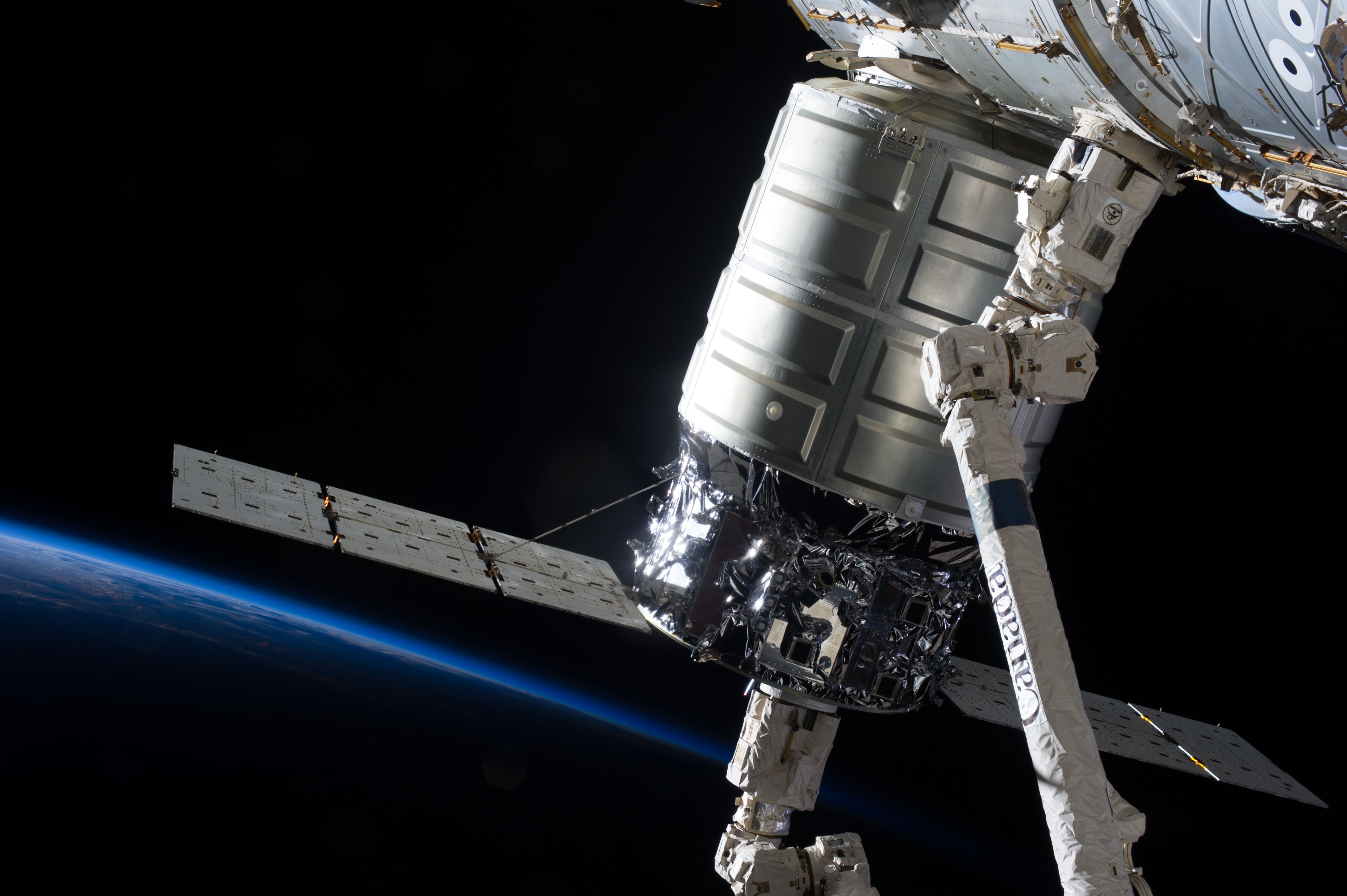
«Cygnus» на вузлі 2 нижньої точки